# Godziszów (gemeente)
De gemeente Godziszów is een landgemeente in het Poolse woiwodschap Lublin, in powiat Janowski.
De zetel van de gemeente is in Godziszów.
Op 30 juni 2004 telde de gemeente 6363 inwoners.

## Oppervlakte gegevens
In 2002 bedroeg de totale oppervlakte van gemeente Godziszów 101,68 km², waarvan:
- agrarisch gebied: 77%
- bossen: 19%

De gemeente beslaat 11,62% van de totale oppervlakte van de powiat.

## Demografie
Stand op 30 juni 2004:
| Omschrijving                   | Totaal | Totaal | Vrouwen | Vrouwen | Mannen | Mannen |
| ------------------------------ | ------ | ------ | ------- | ------- | ------ | ------ |
| eenheid                        | aantal | %      | aantal  | %       | aantal | %      |
| inwoners                       | 6363   | 100    | 3174    | 49,9    | 3189   | 50,1   |
| bevolkingsdichtheid (inw./km²) | 62,6   | 62,6   | 31,2    | 31,2    | 31,4   | 31,4   |

In 2002 bedroeg het gemiddelde inkomen per inwoner 1055,38 zł.

## Administratieve plaatsen (sołectwo)
Andrzejów, Godziszów (sołectwa: Godziszów Pierwszy, Godziszów Drugi en Godziszów Trzeci), Kawęczyn, Piłatka, Rataj Ordynacki, Wólka Ratajska, Zdziłowice (sołectwa: Zdziłowice Pierwsze, Zdziłowice Drugie, Zdziłowice Trzecie en Zdziłowice Czwarte).
Zonder de status sołectwo : Nowa Osada, Rataj Poduchowny.

## Aangrenzende gemeenten
Batorz, Chrzanów, Dzwola, Janów Lubelski, Modliborzyce, Zakrzew